# Салліван (округ, Індіана)
Шаблон:StateAbbr_ 39°05′ пн. ш. 87°25′ зх. д. / 39.09° пн. ш. 87.41° зх. д.
Округ Салліван (англ. Sullivan County) — округ (графство) у штаті Індіана, США. Ідентифікатор округу 18153.

## Історія
Округ утворений 1816 року.

## Демографія
За даними перепису
2000 року
загальне населення округу становило 21751 осіб, зокрема міського населення було 7474, а сільського — 14277.
Серед мешканців округу чоловіків було 11646, а жінок — 10105. В окрузі було 7819 домогосподарств, 5573 родин, які мешкали в 8804 будинках.
Середній розмір родини становив 2,96.
Віковий розподіл населення поданий у таблиці:
| Стать    | До 15 років | 15-21 | 22-29 | 30-39 | 40-49 | 50-65 | 65-85 | Понад 85 |
| -------- | ----------- | ----- | ----- | ----- | ----- | ----- | ----- | -------- |
| Чоловіки | 2089        | 1165  | 1551  | 1968  | 1879  | 1771  | 1139  | 84       |
| Жінки    | 1868        | 931   | 908   | 1356  | 1465  | 1734  | 1563  | 280      |

## Суміжні округи
- Віго — північ
- Клей — північний схід
- Ґрін — схід
- Нокс — південь
- Кроуфорд, Іллінойс — захід
- Кларк, Іллінойс — північний захід

## Виноски
1. ↑  U.S. Decennial Census. United States Census Bureau. Архів оригіналу за 12 травня 2015. Процитовано 10 липня 2014.
2. ↑  Historical Census Browser. University of Virginia Library. Архів оригіналу за 11 серпня 2012. Процитовано 10 липня 2014.
3. ↑  Population of Counties by Decennial Census: 1900 to 1990. United States Census Bureau. Архів оригіналу за 4 жовтня 2014. Процитовано 10 липня 2014.
4. ↑  Census 2000 PHC-T-4. Ranking Tables for Counties: 1990 and 2000 (PDF). United States Census Bureau. Архів оригіналу (PDF) за 18 грудня 2014. Процитовано 10 липня 2014.
5. ↑  Sullivan County QuickFacts. Бюро перепису населення США. Архів оригіналу за 22 грудня 2015. Процитовано 25 вересня 2011. [Архівовано 2011-06-07 у Wayback Machine.](англ.) Наведено за англійською вікіпедією.
6. ↑  American FactFinder. Бюро перепису населення США. Архів оригіналу за 26 лютого 2012. Процитовано 31 січня 2008. [Архівовано 2008-05-21 у Wayback Machine.]

| США | Це незавершена стаття з географії США. Ви можете допомогти проєкту, виправивши або дописавши її. |